# Portafoglio digitale
Un portafoglio digitale (a volte anche portafoglio elettronico) è un programma o un servizio web che permette agli utenti di memorizzare e controllare in maniera centralizzata le proprie informazioni personali inerenti agli acquisti online, come login, password, indirizzi di spedizione e dettagli dei propri strumenti di pagamento come carte di credito o altri servizi di pagamento collegati a strumenti o conti bancari o di moneta elettronica. Un portafoglio elettronico fornisce una adeguata, rapida ed agevole tecnologia che permette all'utente di effettuare acquisti di prodotti presso qualunque persona o negozio al mondo.

## Modalità di utilizzo
In generale il processo di pagamento si riconduce alle seguenti fasi:

### Primo pagamento
Un utente si registra al servizio, fornendo un proprio identificativo, un numero di telefono o una casella di posta elettronica personale alla quale ricevere un messaggio contenente un codice PIN riservato.
L'utente si autentica inserendo il PIN riservato ricevuto.
L'utente inserisce i dati della propria carta di credito o del metodo di pagamento prescelto e valida il pagamento.

### Successivi pagamenti
L'utilizzatore re-immette il proprio PIN per autenticare e validare i pagamenti (ad esempio, senza dover re-immettere i dati della propria carta di credito).
Il sistema di pagamento tramite PIN può essere integrato, rafforzato per sicurezza e ricombinato mediante l'uso di carte di credito e dei servizi degli operatori telefonici.

## Esempi di servizi di portafoglio elettronico
- Alipay
- Apple Pay
- Google Pay
- Paypal
- Yandex.money